# ドールオン県
ドールオン県（ドールオンけん、ベトナム語：Huyện Đô Lương / 縣都梁? ）は、ベトナム社会主義共和国ゲアン省の県。面積は350.433 km²、人口は204,170人（2018年）である。

## 行政区画
1市鎮32社を管轄する。